# ۶۴۷ (پیش از میلاد)
۶۴۷ (پیش از میلاد) ۶۴۷مین سال قبل از تقویم میلادی است.